# Calvus (wolk)
Calvus is het tweede deel in de naam van wolkensoorten, die worden gebruikt als onderdeel van een internationaal systeem om wolken te classificeren naar eigenschap volgens de internationale wolkenclassificatie. Calvus betekent kaal of niet draadvormig. Als afkorting heeft calvus cal. Er bestaat 1 wolkensoort die calvus als tweede deel van zijn naam heeft:
- Cumulonimbus calvus (Cb cal)

Calvuswolken zijn wolken met een krachtige verticale ontwikkeling waarbij de toppen verrijzen. De contouren aan de bovenkant vervagen en de bloemkoolstructuur wordt minder.

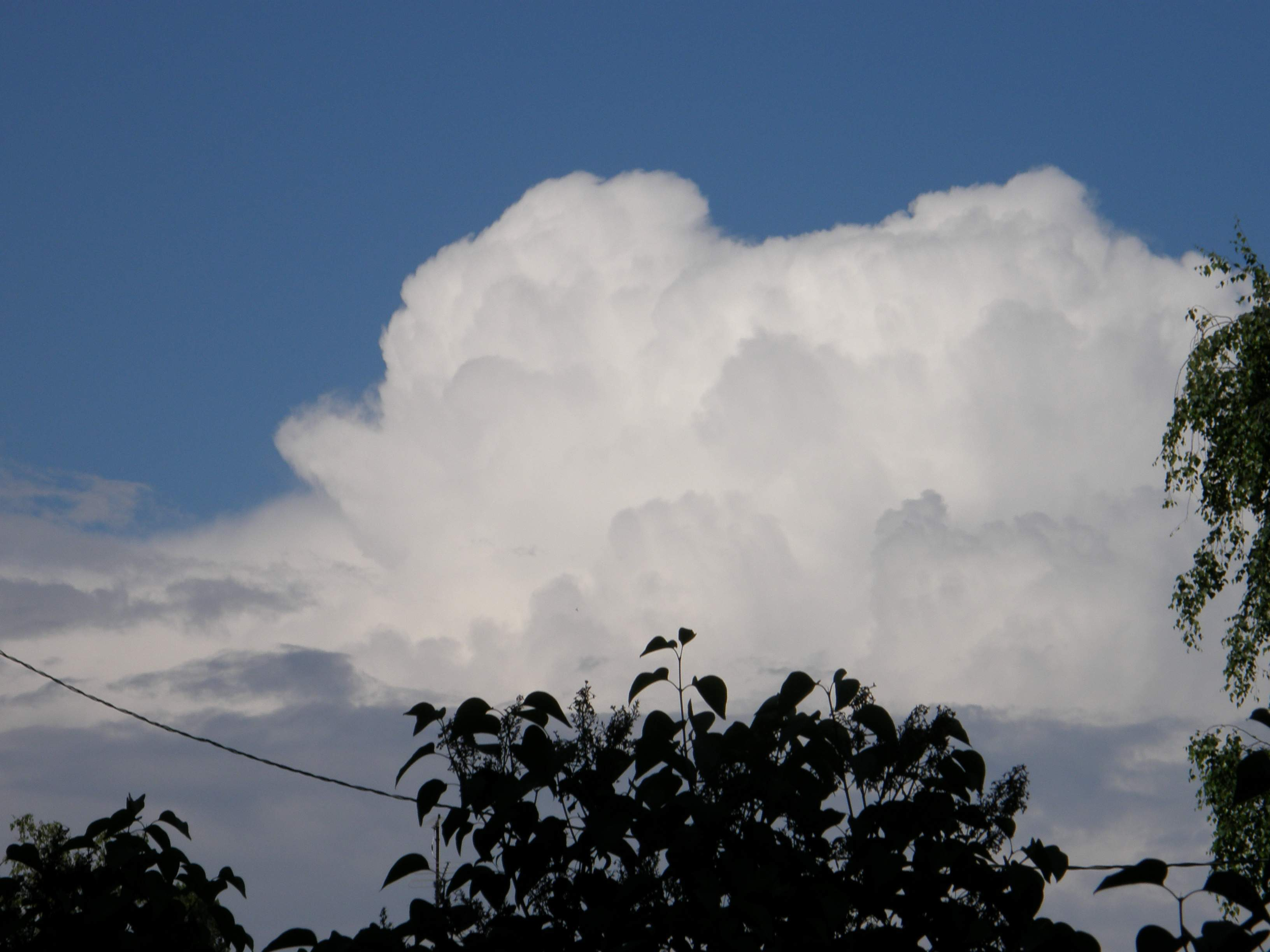
Cumulonimbus calvus, zonder duidelijke toppen
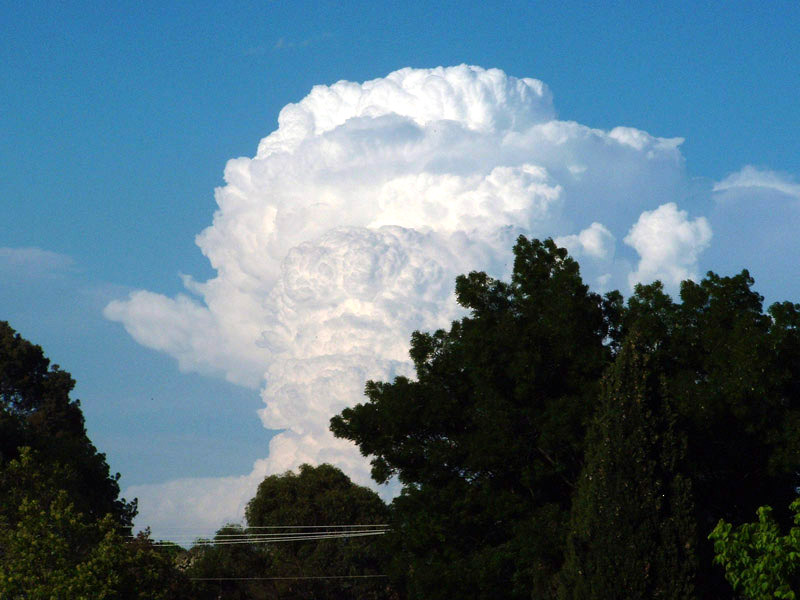
Cumulonimbus calvus, met vervagende toppen